# Liga Europeia de Voleibol Masculino de 2024
A Liga Europeia de Voleibol Masculino de 2024 foi a 20.ª edição do torneio organizado anualmente pela Confederação Europeia de Voleibol (CEV). O torneio ocorreu de 17 de maio a 16 de junho.

## Regulamento
Através do Conselho de Administração da CEV, no dia 16 de setembro de 2023, em Roma, o formato para a Liga Europeia de 2024 foi ajustado para seguir o formato semelhante ao aplicado na Liga das Nações da Federação Internacional de Voleibol (FIVB).

## Equipes participantes

### Liga Ouro
A Liga Europeia Ouro contou com 12 seleções participantes.
| Liga Ouro  | Liga Ouro  | Liga Ouro          |
| ---------- | ---------- | ------------------ |
| Azerbaijão | Bélgica    | Chéquia            |
| Croácia    | Espanha    | Estônia            |
| Finlândia  | Luxemburgo | Macedônia do Norte |
| Portugal   | Romênia    | Ucrânia            |

### Liga Prata
A Liga Europeia Prata contou com 4 seleções participantes.
| Liga Prata  |
| ----------- |
| Áustria     |
| Ilhas Feroé |
| Islândia    |
| Israel      |

## Liga Ouro

### Formato da disputa
Cada equipe participou de um torneio de três dias com dois oponentes e viajou para dois torneios fora de casa. No total, cada equipe jogou seis partidas contra diferentes adversários. As 12 equipes participantes foram ranqueadas de 1 a 12 de acordo com o ranking da CEV de 9 de outubro de 2023. O número de cada equipe definiu os anfitriões e participantes dos torneios. A última equipe classificada na Liga Europeia de Ouro foi rebaixada para a Liga Europeia Prata de 2025.
O campeão e vice-campeão da Liga Ouro conquistaram o direito de disputar a Challenger Cup de 2024.

### Critérios de classificação no grupo
1. Número de vitórias;
2. Pontos;
3. Razão de sets;
4. Razão de pontos;
5. Resultado da última partida entre os times empatados.

- Placar de 3–0 ou 3–1: 3 pontos para o vencedor, nenhum para o perdedor;
- Placar de 3–2: 2 pontos para o vencedor, 1 para o perdedor.

### Fase de grupo
|  | Classificado para a fase final |

#### Classificação
|     |                    |     | Jogos | Jogos | Jogos | Resultados | Resultados | Resultados | Resultados | Resultados | Resultados | Sets | Sets | Sets  | Pontos | Pontos | Pontos |
| Pos | Equipe             | Pts | T     | V     | D     | 3–0        | 3–1        | 3–2        | 2–3        | 1–3        | 0–3        | V    | P    | R     | V      | P      | R      |
| --- | ------------------ | --- | ----- | ----- | ----- | ---------- | ---------- | ---------- | ---------- | ---------- | ---------- | ---- | ---- | ----- | ------ | ------ | ------ |
| 1   | Croácia            | 17  | 6     | 6     | 0     | 1          | 4          | 1          | 0          | 0          | 0          | 18   | 6    | 3,000 | 582    | 554    | 1.051  |
| 2   | Chéquia            | 15  | 6     | 5     | 1     | 3          | 1          | 1          | 1          | 0          | 0          | 17   | 6    | 2.833 | 547    | 456    | 1.200  |
| 3   | Ucrânia            | 13  | 6     | 4     | 2     | 2          | 2          | 0          | 1          | 1          | 0          | 15   | 8    | 1.875 | 527    | 485    | 1.087  |
| 4   | Estônia            | 11  | 6     | 4     | 2     | 2          | 1          | 1          | 0          | 1          | 1          | 13   | 9    | 1.444 | 502    | 463    | 1.084  |
| 5   | Bélgica            | 9   | 6     | 4     | 2     | 1          | 0          | 3          | 0          | 1          | 1          | 13   | 12   | 1.083 | 563    | 544    | 1.035  |
| 6   | Espanha            | 10  | 6     | 3     | 3     | 1          | 2          | 0          | 1          | 1          | 1          | 12   | 11   | 1.091 | 552    | 542    | 1.018  |
| 7   | Finlândia          | 9   | 6     | 3     | 3     | 1          | 1          | 1          | 1          | 2          | 0          | 13   | 12   | 1.083 | 572    | 563    | 1.016  |
| 8   | Portugal           | 9   | 6     | 3     | 3     | 1          | 1          | 1          | 1          | 2          | 0          | 13   | 12   | 1.083 | 572    | 568    | 1.007  |
| 9   | Romênia            | 7   | 6     | 2     | 4     | 1          | 0          | 1          | 2          | 2          | 0          | 12   | 14   | 0.857 | 577    | 565    | 1.021  |
| 10  | Macedônia do Norte | 5   | 6     | 1     | 5     | 1          | 0          | 0          | 2          | 2          | 1          | 9    | 15   | 0.600 | 525    | 538    | 0.976  |
| 11  | Luxemburgo         | 2   | 6     | 1     | 5     | 0          | 0          | 1          | 0          | 0          | 5          | 3    | 17   | 0.176 | 361    | 473    | 0.763  |
| 12  | Azerbaijão         | 1   | 6     | 0     | 6     | 0          | 0          | 0          | 1          | 0          | 5          | 2    | 18   | 0.111 | 354    | 483    | 0.733  |

Nota: Bélgica ficou na frente da Espanha pelo número de vitórias (BEL 4, ESP 3).
- Todas as partidas seguem o horário local.

#### Primeira rodada
- Local:  Bacu, Azerbaijão

| Data   | Hora  |            | Placar |            | Set 1 | Set 2 | Set 3 | Set 4 | Set 5 | Total | Relatório |
| ------ | ----- | ---------- | ------ | ---------- | ----- | ----- | ----- | ----- | ----- | ----- | --------- |
| 17 mai | 18:00 | Romênia    | 3–0    | Azerbaijão | 25–16 | 25–16 | 25–19 |       |       | 75–51 | Relatório |
| 18 mai | 18:00 | Ucrânia    | 3–1    | Romênia    | 20–25 | 25–21 | 25–23 | 25–19 |       | 95–88 | Relatório |
| 19 mai | 18:00 | Azerbaijão | 0–3    | Ucrânia    | 16–25 | 16–25 | 23–25 |       |       | 55–75 | Relatório |

#### Segunda rodada
- Local:  Estrúmica, Macedônia do Norte

| Data   | Hora  |                    | Placar |                    | Set 1 | Set 2 | Set 3 | Set 4 | Set 5 | Total | Relatório |
| ------ | ----- | ------------------ | ------ | ------------------ | ----- | ----- | ----- | ----- | ----- | ----- | --------- |
| 17 mai | 20:15 | Estônia            | 3–1    | Macedônia do Norte | 25–23 | 14–25 | 25–19 | 25–22 |       | 89–89 | Relatório |
| 18 mai | 20:15 | Chéquia            | 3–0    | Estônia            | 25–22 | 25–20 | 25–16 |       |       | 75–58 | Relatório |
| 19 mai | 20:15 | Macedônia do Norte | 0–3    | Chéquia            | 16–25 | 15–25 | 16–25 |       |       | 47–75 | Relatório |

#### Terceira rodada
- Local:  Tampere, Finlândia

| Data   | Hora  |           | Placar |           | Set 1 | Set 2 | Set 3 | Set 4 | Set 5 | Total | Relatório |
| ------ | ----- | --------- | ------ | --------- | ----- | ----- | ----- | ----- | ----- | ----- | --------- |
| 17 mai | 19:30 | Croácia   | 3–1    | Finlândia | 21–25 | 26–24 | 25–15 | 25–22 |       | 97–86 | Relatório |
| 18 mai | 18:00 | Bélgica   | 1–3    | Croácia   | 25–21 | 24–26 | 22–25 | 24–26 |       | 95–98 | Relatório |
| 19 mai | 17:00 | Finlândia | 3–0    | Bélgica   | 25–23 | 25–17 | 26–24 |       |       | 76–64 | Relatório |

#### Quarta rodada
- Local:  Loulé, Portugal

| Data   | Hora  |            | Placar |            | Set 1 | Set 2 | Set 3 | Set 4 | Set 5 | Total   | Relatório |
| ------ | ----- | ---------- | ------ | ---------- | ----- | ----- | ----- | ----- | ----- | ------- | --------- |
| 17 mai | 21:00 | Luxemburgo | 0–3    | Portugal   | 22–25 | 19–25 | 16–25 |       |       | 57–75   | Relatório |
| 18 mai | 17:00 | Espanha    | 3–0    | Luxemburgo | 25–15 | 25–17 | 25–21 |       |       | 75–53   | Relatório |
| 19 mai | 16:00 | Portugal   | 3–1    | Espanha    | 23–25 | 25–21 | 25–22 | 35–33 |       | 108–101 | Relatório |

#### Quinta rodada
- Local:  Luxemburgo, Luxemburgo

| Data   | Hora  |            | Placar |            | Set 1 | Set 2 | Set 3 | Set 4 | Set 5 | Total | Relatório |
| ------ | ----- | ---------- | ------ | ---------- | ----- | ----- | ----- | ----- | ----- | ----- | --------- |
| 24 mai | 20:30 | Chéquia    | 3–0    | Luxemburgo | 25–17 | 25–13 | 25–22 |       |       | 75–52 | Relatório |
| 25 mai | 20:30 | Ucrânia    | 1–3    | Chéquia    | 22–25 | 25–23 | 15–25 | 22–25 |       | 84–98 | Relatório |
| 26 mai | 18:30 | Luxemburgo | 0–3    | Ucrânia    | 16–25 | 19–25 | 20–25 |       |       | 55–75 | Relatório |

#### Sexta rodada
- Local:  Gijón, Espanha

| Data   | Hora  |           | Placar |           | Set 1 | Set 2 | Set 3 | Set 4 | Set 5 | Total   | Relatório |
| ------ | ----- | --------- | ------ | --------- | ----- | ----- | ----- | ----- | ----- | ------- | --------- |
| 24 mai | 20:00 | Estônia   | 3–2    | Espanha   | 25–22 | 23–25 | 31–29 | 25–27 | 18–16 | 122–119 | Relatório |
| 25 mai | 17:00 | Finlândia | 3–1    | Estônia   | 23–25 | 25–21 | 25–19 | 25–18 |       | 98–83   | Relatório |
| 26 mai | 12:00 | Espanha   | 3–1    | Finlândia | 25–21 | 19–25 | 26–24 | 25–21 |       | 95–91   | Relatório |

#### Sétima rodada
- Local:  Râmnicu Vâlcea, Romênia

| Data   | Hora  |          | Placar |          | Set 1 | Set 2 | Set 3 | Set 4 | Set 5 | Total   | Relatório |
| ------ | ----- | -------- | ------ | -------- | ----- | ----- | ----- | ----- | ----- | ------- | --------- |
| 24 mai | 17:00 | Croácia  | 3–1    | Romênia  | 25–23 | 25–22 | 20–25 | 25–22 |       | 95–92   | Relatório |
| 25 mai | 17:00 | Portugal | 1–3    | Croácia  | 24–26 | 22–25 | 25–22 | 22–25 |       | 93–98   | Relatório |
| 26 mai | 17:00 | Romênia  | 2–3    | Portugal | 23–25 | 25–22 | 25–16 | 22–25 | 12–15 | 107–103 | Relatório |

#### Oitava rodada
- Local:  Beveren, Bélgica

| Data   | Hora  |                    | Placar |                    | Set 1 | Set 2 | Set 3 | Set 4 | Set 5 | Total   | Relatório |
| ------ | ----- | ------------------ | ------ | ------------------ | ----- | ----- | ----- | ----- | ----- | ------- | --------- |
| 24 mai | 17:30 | Azerbaijão         | 0–3    | Bélgica            | 19–25 | 16–25 | 17–25 |       |       | 52–75   | Relatório |
| 25 mai | 17:30 | Macedônia do Norte | 3–0    | Azerbaijão         | 25–17 | 25–17 | 25–18 |       |       | 75–52   | Relatório |
| 26 mai | 15:00 | Bélgica            | 3–2    | Macedônia do Norte | 25–22 | 22–25 | 25–17 | 24–26 | 17–15 | 113–105 | Relatório |

#### Nona rodada
- Local:  Rakvere, Estônia

| Data   | Hora  |            | Placar |            | Set 1 | Set 2 | Set 3 | Set 4 | Set 5 | Total  | Relatório |
| ------ | ----- | ---------- | ------ | ---------- | ----- | ----- | ----- | ----- | ----- | ------ | --------- |
| 31 mai | 18:00 | Azerbaijão | 0–3    | Estônia    | 14–25 | 15–25 | 17–25 |       |       | 46–75  | Relatório |
| 1 jun  | 16:00 | Luxemburgo | 3–2    | Azerbaijão | 25–20 | 22–25 | 21–25 | 25–17 | 15–11 | 108–98 | Relatório |
| 2 jun  | 17:00 | Estônia    | 3–0    | Luxemburgo | 25–9  | 25–16 | 25–11 |       |       | 75–36  | Relatório |

#### Décima rodada
- Local:  Osijek, Croácia

| Data   | Hora  |                    | Placar |                    | Set 1 | Set 2 | Set 3 | Set 4 | Set 5 | Total   | Relatório |
| ------ | ----- | ------------------ | ------ | ------------------ | ----- | ----- | ----- | ----- | ----- | ------- | --------- |
| 31 mai | 19:00 | Macedônia do Norte | 2–3    | Croácia            | 31–33 | 25–17 | 29–27 | 21–25 | 12–15 | 118–117 | Relatório |
| 1 jun  | 19:00 | Espanha            | 3–1    | Macedônia do Norte | 17–25 | 25–22 | 25–22 | 25–22 |       | 92–91   | Relatório |
| 2 jun  | 19:00 | Croácia            | 3–0    | Espanha            | 27–25 | 25–22 | 25–23 |       |       | 77–70   | Relatório |

#### Décima primeira rodada
- Local:  Karlovy Vary, República Checa

| Data   | Hora  |           | Placar |           | Set 1 | Set 2 | Set 3 | Set 4 | Set 5 | Total   | Relatório |
| ------ | ----- | --------- | ------ | --------- | ----- | ----- | ----- | ----- | ----- | ------- | --------- |
| 30 mai | 17:30 | Finlândia | 3–2    | Chéquia   | 16–25 | 25–23 | 30–32 | 25–22 | 15–11 | 111–113 | Relatório |
| 31 mai | 17:00 | Romênia   | 3–2    | Finlândia | 23–25 | 21–25 | 26–24 | 26–24 | 15–12 | 111–110 | Relatório |
| 1 jun  | 15:30 | Chéquia   | 3–2    | Romênia   | 24–26 | 25–20 | 22–25 | 25–20 | 15–13 | 111–104 | Relatório |

#### Décima segunda rodada
- Local:  Tarnów, Polônia

| Data   | Hora  |          | Placar |          | Set 1 | Set 2 | Set 3 | Set 4 | Set 5 | Total   | Relatório |
| ------ | ----- | -------- | ------ | -------- | ----- | ----- | ----- | ----- | ----- | ------- | --------- |
| 31 mai | 20:00 | Portugal | 1–3    | Ucrânia  | 16–25 | 25–17 | 22–25 | 23–25 |       | 86–92   | Relatório |
| 1 jun  | 20:00 | Bélgica  | 3–2    | Portugal | 25–22 | 29–31 | 19–25 | 25–18 | 15–11 | 113–107 | Relatório |
| 2 jun  | 20:00 | Ucrânia  | 2–3    | Bélgica  | 20–25 | 25–15 | 25–21 | 25–27 | 11–15 | 106–103 | Relatório |

### Fase final
- Local:  Osijek, Croácia
- Todas as partidas seguem o horário local.

|  | Semifinais  | Semifinais |                |   | Final | Final |
|  |             |            |                |   |       |       |
|  | 15 de junho |            |                |   |       |       |
|  |             |            |                |   |       |       |
|  | Croácia     | 3          |                |   |       |       |
|  | Croácia     | 3          | 16 de junho    |   |       |       |
|  | Estônia     | 2          |                |   |       |       |
|  | Estônia     | 2          | Croácia        | 1 |       |       |
|  | 15 de junho |            | Croácia        | 1 |       |       |
|  |             | Ucrânia    | 3              |   |       |       |
|  | Chéquia     | Ucrânia    | 3              | 0 |       |       |
|  | Chéquia     |            |                | 0 |       |       |
|  | Ucrânia     | 3          |                |   |       |       |
|  | Ucrânia     | 3          | Terceiro lugar |   |       |       |
|  |             |            |                |   |       |       |
|  | 16 de junho |            |                |   |       |       |
|  |             |            |                |   |       |       |
|  | Estônia     | 2          |                |   |       |       |
|  | Estônia     | 2          |                |   |       |       |
|  | Chéquia     | 3          |                |   |       |       |

#### Semifinais
| Data   | Hora  |         | Placar |         | Set 1 | Set 2 | Set 3 | Set 4 | Set 5 | Total   | Relatório |
| ------ | ----- | ------- | ------ | ------- | ----- | ----- | ----- | ----- | ----- | ------- | --------- |
| 15 jun | 16:00 | Croácia | 3–2    | Estônia | 25–20 | 24–26 | 25–21 | 19–25 | 15–13 | 108–105 | Relatório |
| 15 jun | 19:00 | Chéquia | 0–3    | Ucrânia | 24–26 | 16–25 | 20–25 |       |       | 60–76   | Relatório |

#### Terceiro lugar
| Data   | Hora  |         | Placar |         | Set 1 | Set 2 | Set 3 | Set 4 | Set 5 | Total   | Relatório |
| ------ | ----- | ------- | ------ | ------- | ----- | ----- | ----- | ----- | ----- | ------- | --------- |
| 16 jun | 16:00 | Estônia | 2–3    | Chéquia | 25–20 | 22–25 | 33–31 | 25–27 | 12–15 | 117–118 | Relatório |

#### Final
| Data   | Hora  |         | Placar |         | Set 1 | Set 2 | Set 3 | Set 4 | Set 5 | Total  | Relatório |
| ------ | ----- | ------- | ------ | ------- | ----- | ----- | ----- | ----- | ----- | ------ | --------- |
| 16 jun | 19:00 | Croácia | 1–3    | Ucrânia | 25–23 | 19–25 | 26–28 | 19–25 |       | 89–101 | Relatório |

## Liga Prata

### Formato da disputa
A Liga Prata contou com quatro equipes, onde disputaram a fase de grupos em quatro rodadas. No total, cada equipe jogou seis partidas contra diferentes adversários. Os dois melhores classificados avançaram para a disputa do título em partida única.
O vencedor da Liga Prata foi promovida à Liga Europeia Ouro de 2025.

### Critérios de classificação no grupo
1. Número de vitórias;
2. Pontos;
3. Razão de sets;
4. Razão de pontos;
5. Resultado da última partida entre os times empatados.

- Placar de 3–0 ou 3–1: 3 pontos para o vencedor, nenhum para o perdedor;
- Placar de 3–2: 2 pontos para o vencedor, 1 para o perdedor.

### Fase de grupo
|  | Classificado para a final |

#### Classificação
|     |             |     | Jogos | Jogos | Jogos | Resultados | Resultados | Resultados | Resultados | Resultados | Resultados | Sets | Sets | Sets  | Pontos | Pontos | Pontos |
| Pos | Equipe      | Pts | T     | V     | D     | 3–0        | 3–1        | 3–2        | 2–3        | 1–3        | 0–3        | V    | P    | R     | V      | P      | R      |
| --- | ----------- | --- | ----- | ----- | ----- | ---------- | ---------- | ---------- | ---------- | ---------- | ---------- | ---- | ---- | ----- | ------ | ------ | ------ |
| 1   | Israel      | 17  | 6     | 6     | 0     | 5          | 0          | 1          | 0          | 0          | 0          | 18   | 2    | 9,000 | 490    | 320    | 1.531  |
| 2   | Áustria     | 13  | 6     | 4     | 2     | 4          | 0          | 0          | 1          | 0          | 1          | 14   | 6    | 2.333 | 472    | 404    | 1.168  |
| 3   | Ilhas Feroé | 3   | 6     | 1     | 5     | 1          | 0          | 0          | 0          | 1          | 4          | 4    | 15   | 0.267 | 341    | 467    | 0.730  |
| 4   | Islândia    | 3   | 6     | 1     | 5     | 0          | 1          | 0          | 0          | 0          | 5          | 3    | 16   | 0.188 | 367    | 479    | 0.766  |

- Todas as partidas seguem o horário local.

#### Primeira rodada
- Local:  Kópavogur, Islândia

| Data   | Hora  |             | Placar |             | Set 1 | Set 2 | Set 3 | Set 4 | Set 5 | Total  | Relatório |
| ------ | ----- | ----------- | ------ | ----------- | ----- | ----- | ----- | ----- | ----- | ------ | --------- |
| 17 mai | 20:00 | Ilhas Feroé | 1–3    | Islândia    | 21–25 | 26–24 | 22–25 | 25–27 |       | 94–101 | Relatório |
| 18 mai | 16:00 | Israel      | 3–0    | Ilhas Feroé | 25–11 | 25–12 | 25–13 |       |       | 75–36  | Relatório |
| 19 mai | 15:00 | Islândia    | 0–3    | Israel      | 15–25 | 11–25 | 12–25 |       |       | 38–75  | Relatório |

#### Segunda rodada
- Local:  Tórshavn, Ilhas Feroé

| Data   | Hora  |             | Placar |             | Set 1 | Set 2 | Set 3 | Set 4 | Set 5 | Total | Relatório |
| ------ | ----- | ----------- | ------ | ----------- | ----- | ----- | ----- | ----- | ----- | ----- | --------- |
| 24 mai | 19:00 | Islândia    | 0–3    | Ilhas Feroé | 24–26 | 23–25 | 19–25 |       |       | 66–76 | Relatório |
| 25 mai | 17:00 | Áustria     | 3–0    | Islândia    | 25–20 | 25–23 | 25–19 |       |       | 75–62 | Relatório |
| 26 mai | 17:00 | Ilhas Feroé | 0–3    | Áustria     | 18–25 | 16–25 | 13–25 |       |       | 47–75 | Relatório |

#### Terceira rodada
- Local:  Estrúmica, Macedônia do Norte

| Data   | Hora  |          | Placar |          | Set 1 | Set 2 | Set 3 | Set 4 | Set 5 | Total   | Relatório |
| ------ | ----- | -------- | ------ | -------- | ----- | ----- | ----- | ----- | ----- | ------- | --------- |
| 31 mai | 18:00 | Islândia | 0–3    | Israel   | 14–25 | 14–25 | 10–25 |       |       | 38–75   | Relatório |
| 1 jun  | 18:00 | Áustria  | 3–0    | Islândia | 25–16 | 34–32 | 25–14 |       |       | 84–62   | Relatório |
| 2 jun  | 18:00 | Israel   | 3–2    | Áustria  | 25–23 | 25–17 | 26–28 | 23–25 | 16–14 | 115–107 | Relatório |

#### Quarta rodada
- Local:  Amstetten, Áustria

| Data  | Hora  |             | Placar |             | Set 1 | Set 2 | Set 3 | Set 4 | Set 5 | Total | Relatório |
| ----- | ----- | ----------- | ------ | ----------- | ----- | ----- | ----- | ----- | ----- | ----- | --------- |
| 7 jun | 16:00 | Ilhas Feroé | 0–3    | Áustria     | 14–25 | 14–25 | 15–25 |       |       | 43–75 | Relatório |
| 8 jun | 20:00 | Israel      | 3–0    | Ilhas Feroé | 25–17 | 25–9  | 25–19 |       |       | 75–45 | Relatório |
| 9 jun | 19:00 | Áustria     | 0–3    | Israel      | 20–25 | 21–25 | 15–25 |       |       | 56–75 | Relatório |

### Final
- Local:  Amstetten, Áustria
- A partida segue o horário local.

|  | Final       |   |
|  |             |   |
|  | 13 de junho |   |
|  |             |   |
|  | Israel      | 3 |
|  | Israel      | 3 |
|  | Áustria     | 2 |
|  | Áustria     | 2 |

#### Final
| Data   | Hora  |        | Placar |         | Set 1 | Set 2 | Set 3 | Set 4 | Set 5 | Total   | Relatório |
| ------ | ----- | ------ | ------ | ------- | ----- | ----- | ----- | ----- | ----- | ------- | --------- |
| 13 jun | 20:30 | Israel | 3–2    | Áustria | 22–25 | 25–27 | 25–19 | 29–27 | 16–14 | 117–112 | Relatório |

## Classificação final

### Liga Ouro
| Colocação | Equipe             |
| --------- | ------------------ |
|           | Ucrânia            |
|           | Croácia            |
|           | Chéquia            |
| 4         | Estônia            |
| 5         | Bélgica            |
| 6         | Espanha            |
| 7         | Finlândia          |
| 8         | Portugal           |
| 9         | Romênia            |
| 10        | Macedônia do Norte |
| 11        | Luxemburgo         |
| 12        | Azerbaijão         |

|  | Classificado para a Challenger Cup de 2024                     |
|  | Classificado para a Challenger Cup de 2024 via ranking da FIVB |
|  | Rebaixada para a Liga Europeia Prata de 2025                   |

| Liga Europeia Ouro de 2024  |
| --------------------------- |
| Ucrânia Campeã (2.º título) |

| Elenco |
| --- |
| Maksym Drozd, Dmytro Yanchuk, Viktor Shapoval, Yurii Semeniuk, Mykola Rudnycki, Serhiy Yevstratov, Yaroslav Pampushko, Dmytro Dolgopolov, Oleksandr Boyko, Yevhenii Kisiliuk, Danylo Uryvkin, Oleksandr Koval, Mykyta Luban |
| Técnico |
| Raúl Lozano |

### Liga Prata
| Colocação | Equipe      |
| --------- | ----------- |
|           | Israel      |
|           | Áustria     |
| 3         | Ilhas Feroé |
| 4         | Islândia    |

|  | Classificado para a Liga Europeia Ouro de 2025 |

| Liga Europeia Prata de 2024 |
| --------------------------- |
| Israel Campeão (1.º título) |

| Elenco |
| --- |
| Alexander Osokin, Shay Liberman, Adir Ben Shloosh, Viacheslav Batchkala, Iliya Goldrin, Noam Ariel, Ofeck Hazan, Lior Kopilevich, Mark Rura, Eran Halachmi, Yotam Briger, Eyal Rawitz |
| Técnico |
| Itamar Stein |